# 대한민국 민법 제471조
대한민국 민법 제471조는 영수증소지자에 대한 변제에 대한 민법 채권법 조문이다.

## 조문
제471조(영수증소지자에 대한 변제) 영수증을 소지한 자에 대한 변제는 그 소지자가 변제를 받을 권한이 없는 경우에도 효력이 있다. 그러나 변제자가 그 권한없음을 알았거나 알 수 있었을 경우에는 그러하지 아니하다.

第471條(領收證所持者에 對한 辨濟) 領收證을 所持한 者에 對한 辨濟는 그 所持者가 辨濟를 받을 權限이 없는 境遇에도 效力이 있다. 그러나 辨濟者가 그 權限없음을 알았거나 알 수 있었을 境遇에는 그러하지 아니하다.

## 참고 문헌
- 오현수, 일본민법, 진원사, 2014. ISBN 9788963463452
- 오세경, 대법전, 법전출판사, 2014 ISBN 9788926210277
- 이준현 , LOGOS 민법 조문판례집, 미래가치, 2015. ISBN 9791155020869